# 东方墨头鱼
东方墨头鱼（学名：Garra orientalis）为鲤科墨头鱼属的鱼类，俗名火柴头、癞鼻子鱼、崩鼻牛、墨鱼，分布于亚洲各地淡水域。在中国，分布于元江、怒江、龙川江、大盈江等。该物种的模式产地在福建。體長可達18公分，棲息在高山溪流，會用腹部吸盤吸附在岩石上，可作為食用魚。
其种加词“orientalis”意为“东方的”。